# Лучепёрые рыбы
Лучепёрые рыбы (лат. Actinopterygii) — класс рыб из группы костных рыб. Подавляющее большинство известных современных видов рыб (около 99 %) относятся к лучепёрым. Живут в морских и пресных водах по всему миру. Многие лучепёрые рыбы являются объектом промысла. Размеры живущих ныне видов колеблются от 8 мм (Paedocypris) до 11 м (ремнетелые), а масса достигает 2300 кг (рыба-луна). Научное название класса происходит от др.-греч. ἀκτίς «луч» и πτερόν «перо, крыло» и связано со строением плавников этих рыб (центральная ось базальных элементов скелета в парных плавниках отсутствует).

## Происхождение
Наиболее древняя находка ископаемых лучепёрых рыб имеет возраст 420 млн лет (конец Силурийского периода). Это хищная рыба Andreolepis hedei из отряда палеонискообразных (Palaeonisciformes). Останки этого вида были найдены в России, Швеции и Эстонии.
В пермском и триасовом периодах были широко распространены лучепёрые рыбы, обладавшие ганоидной чешуёй. На смену им около 200 млн лет назад появились костистые рыбы, к которым в настоящий момент относят подавляющее большинство (95 %) современных рыб. В ходе длительной эволюции, сопровождавшейся широкой адаптивной радиацией, возникло большое разнообразие лучепёрых рыб.

## Особенности строения
A – спинной плавник
B – лучи плавников
C – боковая линия
D – почки
E – плавательный пузырь
F – Веберов аппарат
G – внутреннее ухо
H – мозг
I – ноздря
L – глаз
M – жабры
N – сердце
O – желудок
P – желчный пузырь
Q – селезёнка
R – внутренние половые органы (яичники или семенники)
S – брюшные плавники
T – позвоночник
U – анальный плавник
V – хвост (хвостовой плавник).
В отличие от лопастепёрых, другого класса костных рыб, лучепёрые, как правило, обладают костным позвоночником, и только у немногих сохраняется хорда или её остатки. Верхнечелюстной аппарат имеет подвижное сочленение с черепом. Кожа бывает покрыта чешуёй (ганоидной, циклоидной или ктеноидной), иногда голая или покрыта костными пластинками. Хоаны отсутствуют. Плавники парные, мускулистые лопасти у основания есть только у многоперообразных. Количество спинных плавников колеблется от 1 до 3 (чаще всего 1). У древних представителей хвостовой плавник гетероцеркальный, а у более молодых — гомоцеркальный. Обычно имеется плавательный пузырь. Анальное и мочеполовые отверстия, как правило, разделены.

## Классификация
Класс лучепёрых рыб разделяют на два подкласса: хрящевые ганоиды, или хрящекостные рыбы (Chondrostei) и новопёрые рыбы (Neopterygii).
Первый подкласс включает в себя более древние по происхождению отряды рыб. Большинство же отрядов принадлежит к более молодой группе — новопёрым рыбам. В этом подклассе выделяются 2 инфракласса: костные ганоиды (Holostei) и костистые рыбы (Teleostei).
Подкласс Хрящевые ганоиды, или Хрящекостные рыбы (Chondrostei) включает 2 современных и 12 ископаемых отрядов:
- Осетрообразные (Acipenseriformes)
- Многопёрообразные (Polypteriformes)
- † Палеонискообразные (Palaeonisciformes)
- † Cheirolepidiformes
- † Guildayichthyiformes
- † Luganiiformes
- † Peltopleuriformes
- † Perleidiformes
- † Platysomiformes
- † Phanerorhynchiformes
- † Pholidopleuriformes
- † Ptycholepiformes
- † Saurichthyiformes
- † Tarrasiiformes

Подкласс Новопёрые рыбы (Neopterygii)
- Инфракласс Костные ганоиды (Holostei) — 7 отрядов, из которых 5 вымершие:
  - † Macrosemiiformes — мезозойская эра
  - † Pycnodontiformes — триас — начало кайнозоя
  - † Semionotiformes — мезозойская эра
  - Надотряд Ginglymodi — 1 отряд[10]:
    - Панцирникообразные (Lepisosteiformes)

  - Надотряд Halecomorphi — 3 отряда[11]:
    - Амиеобразные (Amiiformes)
    - † Parasemionotiformes — мезозойская эра
    - † Ionoscopiformes — мезозойская эра

- Инфракласс Костистые рыбы (Teleostei) — 12 современных надотрядов с 44 отрядами[9][12][13]:
  - Когорта Элопоморфы (Elopomorpha)
    - Отряд Тарпонообразные (Elopiformes)
    - Отряд Альбулообразные (Albuliformes)
    - Отряд Спиношипообразные (Notacanthiformes)
    - Отряд Угреобразные (Anguilliformes)

  - Когорта Остеоглоссоморфы (Osteoglossomorpha)
    - Отряд Гиодонтообразные  (Hiodontiformes)
    - Отряд Араванообразные (Osteoglossiformes)

  - Когорта Otocephala
    - Надотряд Клюпеоморфы (Clupeomorpha)
      - Отряд Сельдеобразные (Clupeiformes)

    - Надотряд Alepocephali
      - Отряд Гладкоголовообразные (Alepocephaliformes)

    - Надотряд Костнопузырные (Ostariophysi)
      - Отряд Гоноринхообразные (Gonorynchiformes)
      - Отряд Карпообразные (Cypriniformes)
      - Отряд Харацинообразные (Characiformes)
      - Отряд Сомообразные (Siluriformes)
      - Отряд Гимнотообразные (Gymnotiformes)

  - Когорта Настоящие костистые рыбы (Euteleostei)
    - Отряд Лепидогалаксиеобразные (Lepidogalaxiiformes)
    - Надотряд Протакантоптеригии (Protacanthopterygii)
      - Отряд Лососеобразные (Salmoniformes)
      - Отряд Щукообразные (Esociformes)

    - Надотряд Osmeromorpha
      - Отряд Аргентинообразные (Argentiniformes)
      - Отряд Галаксиеобразные (Galaxiiformes)
      - Отряд Корюшкообразные (Osmeriformes)
      - Отряд Стомиеобразные (Stomiiformes)

    - Надотряд Ателеопоморфы (Ateleopodomorpha)
      - Отряд Ложнодолгохвостообразные (Ateleopodiformes)

    - Надотряд Циклоскваматы (Cyclosquamata)
      - Отряд Аулопообразные (Aulopiformes)

    - Надотряд Скопеломорфы (Scopelomorpha)
      - Отряд Миктофообразные (Myctophiformes)

    - Надотряд Ламприморфы (Lamprimorpha)
      - Отряд Опахообразные (Lampriformes)

    - Надотряд Паракантоптеригии (Paracanthopterygii)
      - Отряд Барбудообразные (Polymixiiformes)
      - Отряд Перкопсообразные (Percopsiformes)
      - Отряд Солнечникообразные (Zeiformes)
      - Отряд Палочкохвостообразные (Stylephoriformes)
      - Отряд Трескообразные (Gadiformes)

    - Надотряд Колючепёрые (Acanthopterygii)
      - Отряд Голоцентрообразные (Holocentriformes)
      - Отряд Тратихтиобразные (Trachichthyiformes)
      - Отряд Бериксообразные (Beryciformes)
      - Отряд Ошибнеобразные (Ophidiiformes)
      - Отряд Батрахообразные (Batrachoidiformes)
      - Отряд Куртообразные[14] (Kurtiformes)
      - Отряд Бычкообразные[15] (Gobiiformes)
      - Отряд Кефалеобразные (Mugiliformes)
      - Отряд Цихлообразные[16] (Cichliformes)
      - Отряд Собачкообразные (Blenniiformes)
      - Отряд Присоскообразные (Gobiesociformes)
      - Отряд Атеринообразные (Atheriniformes)
      - Отряд Сарганообразные (Beloniformes)
      - Отряд Карпозубообразные (Cyprinodontiformes)
      - Отряд Слитножаберникообразные (Synbranchiformes)
      - Отряд Ставридообразные[17] (Carangiformes)
      - Отряд Марлинообразные[17] (Istiophoriformes)
      - Отряд Анабасообразные (Anabantiformes)
      - Отряд Камбалообразные (Pleuronectiformes)
      - Отряд Иглообразные (Syngnathiformes)
      - Отряд Икостеобразные (Icosteiformes)
      - Отряд Лирообразные[18] (Callionymiformes)
      - Отряд Скомбролабраксообразные[19] (Scombrolabraciformes)
      - Отряд Скумбриеобразные[19] (Scombriformes)
      - Отряд Драконообразные (Trachiniformes)
      - Отряд Губанообразные (Labriformes)
      - Отряд Окунеобразные (Perciformes)
      - Отряд Скорпенообразные (Scorpaeniformes)
      - Отряд Моронообразные[20] (Moroniformes)
      - Отряд Хирургообразные[20] (Acanthuriformes)
      - Отряд Спарообразные[21] (Spariformes)
      - Отряд Капрообразные[22] (Caproiformes)
      - Отряд Удильщикообразные (Lophiiformes)
      - Отряд Иглобрюхообразные (Tetraodontiformes)

Ископаемые отряды костистых рыб:
- † Araripichthyidae
- † Ichthyodectiformes — мезозойская эра
- † Leptolepidiformes — мезозойская эра
- † Pholidophoriformes — мезозойская эра
- † Tselfatiiformes — меловой период

Ископаемые отряды лучепёрых рыб с неопределённой принадлежностью к подклассам:
- † Pachycormiformes — мезозойская эра
- † Aspidorhynchiformes — мезозойская эра

Ископаемые виды с неопределённой принадлежностью:
- Beagiascus pulcherrimus — ископаемая рыба, жившая около 320 млн лет назад на территории нынешнего штата Монтана. Вид был описан в 2009 году[25].
- Gunterichthys lehiensis — рыба, жившая в каменноугольном периоде на территории штата Юта, США. Описана в 2011 году[26].
- Spinofacia pectinatus — рыба, жившая в каменноугольном периоде на территории штата Юта, США. Описана в 2011 году[26].